# 934 (číslo)
Devět set třicet čtyři je přirozené číslo. Římskými číslicemi se zapisuje CMXXXIV a řeckými číslicemi ϡλδ´. Následuje po čísle devět set třicet tři a předchází číslu devět set třicet pět.

## Matematika
934 je:
- Deficientní číslo
- Složené číslo
- Poloprvočíslo
- Nešťastné číslo

## Astronomie
- (934) Thüringia je planetka hlavního pásu, kterou objevil v roce 1920 Walter Baade
- NGC 934 je eliptická galaxie v souhvězdí Velryby

## Roky
- 934
- 934 př. n. l.